# Washington Open 2025 - Qualificazioni singolare femminile
Le qualificazioni del singolare femminile del Washington Open 2025 sono state un torneo di tennis preliminare per accedere alla fase finale della manifestazione disputate il 19 e 20 luglio 2025. Le vincitrici dell'ultimo turno sono entrate di diritto nel tabellone principale. In caso di ritiro di una o più giocatrici aventi diritto a queste sono subentrati le lucky loser, ossia le giocatrici che hanno perso nell'ultimo turno ma che avevano una classifica più alta rispetto alle altre partecipanti che avevano comunque perso nel turno finale.

## Teste di serie
1. Caroline Dolehide (qualificata)
2. Polina Kudermetova (primo turno)
3. Camila Osorio (primo turno)
4. Kamilla Rachimova (qualificata)

1. Julija Starodubceva (qualificata)
2. Kimberly Birrell (primo turno)
3. Anna Blinkova (primo turno)
4. Emiliana Arango (ultimo turno)

## Qualificate
1. Caroline Dolehide
2. Julija Starodubceva

1. Taylor Townsend
2. Kamilla Rachimova

## Tabellone

### Legenda
| - Q = Qualificato - WC = Wild card - LL = Lucky loser | - ALT = Alternate - SE = Special Exempt - PR = Protected Ranking | - w/o = Walkover - r = Ritirato - d = Squalificato |

### Sezione 1
|  | Primo turno | Primo turno          | Primo turno          | Primo turno | Primo turno |  |  | Ultimo turno | Ultimo turno         | Ultimo turno | Ultimo turno | Ultimo turno |  |
|  |             |                      |                      |             |             |  |  |              |                      |              |              |              |  |
|  | 1           | Caroline Dolehide    | Caroline Dolehide    | 6           | 7           |  |  |              |                      |              |              |              |  |
|  |             | Cristina Bucșa       | Cristina Bucșa       | 3           | 65          |  |  | 1            | Caroline Dolehide    | 6            | 4            | 6            |  |
|  |             | Aljaksandra Sasnovič | Aljaksandra Sasnovič | 6           | 7           |  |  |              | Aljaksandra Sasnovič | 2            | 6            | 3            |  |
|  | 7           | Anna Blinkova        | Anna Blinkova        | 3           | 5           |  |  |              |                      |              |              |              |  |

### Sezione 2
|  | Primo turno | Primo turno         | Primo turno         | Primo turno | Primo turno |  |  | Ultimo turno | Ultimo turno        | Ultimo turno        | Ultimo turno | Ultimo turno |  |
|  |             |                     |                     |             |             |  |  |              |                     |                     |              |              |  |
|  | 2           | Polina Kudermetova  | 6                   | 4           | 3           |  |  |              |                     |                     |              |              |  |
|  | WC          | Alana Smith         | 4                   | 6           | 6           |  |  | WC           | Alana Smith         | Alana Smith         | 2            | 0            |  |
|  |             | Rebecca Marino      | Rebecca Marino      | 4           | 5           |  |  | 5            | Julija Starodubceva | Julija Starodubceva | 6            | 6            |  |
|  | 5           | Julija Starodubceva | Julija Starodubceva | 6           | 7           |  |  |              |                     |                     |              |              |  |

### Sezione 3
|  | Primo turno | Primo turno          | Primo turno          | Primo turno | Primo turno |  |  | Ultimo turno | Ultimo turno    | Ultimo turno    | Ultimo turno | Ultimo turno |  |
|  |             |                      |                      |             |             |  |  |              |                 |                 |              |              |  |
|  | 3           | Camila Osorio        | 4                    | 6           | 0           |  |  |              |                 |                 |              |              |  |
|  |             | Taylor Townsend      | 6                    | 2           | 6           |  |  |              | Taylor Townsend | Taylor Townsend | 6            | 6            |  |
|  |             | Anastasija Zacharova | Anastasija Zacharova | 2           | 2           |  |  | 8            | Emiliana Arango | Emiliana Arango | 4            | 2            |  |
|  | 8           | Emiliana Arango      | Emiliana Arango      | 6           | 6           |  |  |              |                 |                 |              |              |  |

### Sezione 4
|  | Primo turno | Primo turno       | Primo turno       | Primo turno | Primo turno |  |  | Ultimo turno | Ultimo turno      | Ultimo turno      | Ultimo turno | Ultimo turno |  |
|  |             |                   |                   |             |             |  |  |              |                   |                   |              |              |  |
|  | 4           | Kamilla Rachimova | Kamilla Rachimova | 6           | 6           |  |  |              |                   |                   |              |              |  |
|  |             | Varvara Lepchenko | Varvara Lepchenko | 1           | 4           |  |  | 4            | Kamilla Rachimova | Kamilla Rachimova | 7            | 6            |  |
|  | WC          | Clervie Ngounoue  | 0                 | 6           | 6           |  |  | WC           | Clervie Ngounoue  | Clervie Ngounoue  | 67           | 2            |  |
|  | 6           | Kimberly Birrell  | 6                 | 4           | 3           |  |  |              |                   |                   |              |              |  |